# ジェニファー・ネトルズ
ジェニファー・ネトルズ（Jennifer Nettles、1974年9月12日 - ）は、アメリカ合衆国の音楽グループシュガーランドに所属している、アメリカ合衆国の女性歌手である。2006年にロック・バンドのボン・ジョヴィと共演した「Who Says You Can't Go Home」が、ビルボードのカントリーチャートで1位を記録し、グラミー賞の最優秀カントリー・コラボレーション賞を受賞した。2008年のグラミー賞では、シュガーランドの「Stay」がソングライターとして最優秀カントリー楽曲賞を受賞した。2010年に発生したハイチ地震のためのチャリティー・シングルである「ウィ・アー・ザ・ワールド：25 フォー・ハイチ」に参加し、有名アーティストが集まるオールスターの中でソロパートを担当した。
独特な低音で歌を歌う。